# Daniel Johnson, Jr. (Quebec)
Daniel Johnson, Jr. (Montreal, 24 de dezembro de 1944) é um advogado canadense, tendo servido como 25º primeiro-ministro do Quebec entre 11 de janeiro de 1944 e 26 de setembro de 1994. Seu pai, Daniel Johnson, havia sido primeiro-ministro da província entre 1966 e 1968. Liderou a campanha pelo "Não" durante o plebiscito de 1995 sobre a independência da província.